# Międzynarodowa Unia na rzecz Badań nad Owadami Społecznymi
Międzynarodowa Unia na rzecz Badań nad Owadami Społecznymi (ang. International Union for the Study of Social Insects) – międzynarodowe stowarzyszenie entomologów zajmujących się badaniem owadów społecznych. Zostało założone w 1951 roku w Amsterdamie.
Stowarzyszenie publikuje własne kwartalne czasopismo naukowe, Insectes Sociaux, ukazujące się od 1954 roku.
Celem organizacji jest propagowanie oraz zachęcanie do prowadzenia badań nad owadami oraz innymi, szeroko rozumianymi, organizmami społecznymi. Realizowane ma to być zarówno przez badania jak i szerzenie wiedzy na ten temat za pomocą publikacji, programów edukacyjnych i innych form działalności.
Organizacja jest członkiem International Union of Biological Sciences.

## Sekcje
Organizacja podzielona jest na 9 geograficznych sekcji:
- Australian Section
- Bolivarian Section (hiszpańskojęzyczna Ameryka Łacińska)
- Brazilian Section
- Central European Section (dawna German Section)
- French Section
- Italian Section
- Japanese Section
- North American Section
- Northwest European Section (dawna British Section)
- Russian-speaking Section

## Nagrody
Na, odbywających się co 4 lata, międzynarodowych kongresach przyznawana bywa Hamilton Award, nazwana tak na cześć biologa owadów społecznych Billa Hamiltona. Przyznawana jest starszym naukowcom za ich osiągnięcia w obszarze biologii owadów społecznych. Pierwszy raz otrzymał ją na XV kongresie w 2006 roku Ross Crozier. Drugą nagrodę, przyznaną na XVI kongresie w 2010 roku, otrzymał Charles D. Michener. Ponadto sekcje regionalne mogą przyznawać własne nagrody i granty, np. w North American Section są to: George C. Eickwort Student Research Award (na cześć George'a Campbella Eickworta), William L. and Ruth D. Nutting Termite Research Grant oraz Nutting Award (na cześć Williama L. Nuttinga).